# روبرت روبين
روبرت إدوارد «بوب» روبين (بالإنجليزية: Robert Rubin)‏ (ولد في 29 أغسطس 1938) هو محام أمريكي وعضو سابق في مجلس الوزراء ومصرفي متقاعد. شغل منصب وزير الخزانة الأمريكي السبعين خلال إدارة كلينتون. وأمضى 26 عاما في غولدمان ساكس قبل عمله في الحكومة، وعمل في نهاية المطاف كعضو في مجلس الإدارة والرئيس المشارك للمصرف في الفترة من عام 1990 إلى 1992.
أشرف روبين خلال إدارة كلينتون على تخفيف المبادئ التوجيهية للاكتتاب في الأعمال المالية التي كانت قائمة منذ الثلاثينات.  وكان أبرز دور له في مرحلة ما بعد الحكومة هو مدير وكبير مستشاري سيتي جروب، حيث قام بأدوار استشارية وتمثيلية للشركة.  وعمل مؤقتا من نوفمبر إلى ديسمبر 2007 كرئيس لمجموعة سيتي جروب واستقال من الشركة في 9 يناير 2009. وحصل على أكثر من 126 مليون دولار بشكل نقود وأوراق مالية خلال فترة إدارته في سيتي جروب،  حتى إنقاذ سيتي جروب من قبل وزارة الخزانة الأمريكية.
وهو يعمل حاليا كمؤسس لمشروع هاميلتون، وهو مركز أبحاث للسياسات الاقتصادية التي تنتج البحوث والمقترحات حول كيفية خلق اقتصاد متنامي يستفيد منه الأميركيون.  وهو رئيس مشارك لمجلس العلاقات الخارجية، وهو عضو في فريق التقدم في أفريقيا، وهي مجموعة من عشرة أفراد يعملون على أعلى المستويات من أجل التنمية العادلة والمستدامة في أفريقيا. يعمل روبين أيضا كرئيس لمجلس إدارة مؤسسة دعم المبادرات المحلية، وهي منظمة لدعم التنمية المجتمعية في البلاد، ويعمل في مجلس أمناء ماونت سيناي-نيويورك للصحة. كما يعمل روبين كمستشار في سنترفيو بارتنرز، وهي شركة استشارية مصرفية استثمارية مقرها مدينة نيويورك.

## روابط خارجية
- روبرت روبين على موقع IMDb (الإنجليزية)
- روبرت روبين على موقع الموسوعة البريطانية (الإنجليزية)
- روبرت روبين على موقع مونزينجر (الألمانية)
- روبرت روبين على موقع إن إن دي بي (الإنجليزية)